# 眉山小檗
眉山小檗（学名：Berberis gagnepainii var. omeiensis）为小檗科小檗属下的一个变种。

## 扩展阅读
- 維基物種上的相關：眉山小檗